# Remulopygus modestus
Remulopygus modestus är en mångfotingart som beskrevs av Demange 1961. Remulopygus modestus ingår i släktet Remulopygus och familjen Harpagophoridae. Inga underarter finns listade i Catalogue of Life.